# Aturus imitator
Aturus imitator är en kvalsterart som beskrevs av Herbert Habeeb 1954. Aturus imitator ingår i släktet Aturus och familjen Aturidae. Inga underarter finns listade.